# Charles Wager
Charles Wager (Rochester, 24 febbraio 1666 – Chelsea, 24 maggio 1743) è stato un ammiraglio e politico inglese.

## Biografia

### Origini familiari
Nacque a Rochester, nel Kent, dal capitano Charles Wager (nato nel 1630) il quale aveva incominciato la sua vita nel servizio mercantile e poi nella marina del Commonwealth. Sua madre era Prudence (n. 1640/41), figlia del viceammiraglio William Goodsonn, che fu un rinomato ufficiale della marina dell'epoca. Nel 1731 Wager osservò: "Da entrambe le parti sono imparentato con la marina". Suo nonno paterno era John Wager che morì nel 1656 mentre era capitano del Greyhound che saltò in aria in azione contro i pirati spagnoli.
Suo padre comandò la Yarmouth nella flotta che portò Carlo II in Inghilterra e si dimostrò un ufficiale capace, affidabile e benvoluto della Royal Navy, cenò a casa di Samuel Pepys che annotò nel suo diario: "Questo capitano è un tipo coraggioso e robusto, e penso che sia molto onesto". Due anni dopo la morte dell'anziano Wager, Samuel Pepys discutendo con un amico, che era stato a Tangeri, degli ufficiali inglesi che avevano servito nello Stretto di Gibilterra, osservò, come notò Pepys, "che al di sopra di tutti gli inglesi mai stati lì, non c'è mai stato un uomo che si sia comportato come il povero Charles Wager, che gli stessi Mori menzionano a volte con le lacrime".
La moglie Prudence si risposò dopo la morte con Alexander Parker, un quacchero e mercante londinese dal cui matrimonio nacquero altri sei figli.
Wager fu apprendista di un capitano mercantile quacchero della New England di nome John Hull di Barnstable, che gestiva un servizio di navigazione transatlantica. Fu mentre lavorava con Hull in uno dei tanti viaggi transatlantici, la nave che Hull comandava con Wager come sostituto fu bloccata da un corsaro francese. Hull, pur riluttante a consegnare la sua nave con il carico, non poteva combattere a causa delle sue convinzioni religiose, ma il giovane Wager che non ne condivideva la religione "accettò lo scontro, e ... lo costrinse presto a fuggire".

### La carriera navale
La prima testimonianza del servizio navale di Wager è la nomina a tenente di vascello della fregata Foresight il 1º agosto 1689. Nel 1691 divenne primo tenente della HMS Dreadnought (64 cannoni). L'8 dicembre dello stesso anno sposò Martha Earning figlia di Anthony Earning, un capitano della marina del Commonwealth. Nel 1692 Wager mentre si trovava sulla Britannia, la nave ammiraglia dell'ammiraglio Edward Russell, prese parte alla Battaglia di Barfleur-La Hogue e fu nominato capitano il 7 giugno.
L'anno 1693 vide Wager al comando della HMS Samuel and Henry (44 cannoni), a protezione del commercio del New England. Fu capitano della HMS Newcastle (48 cannoni) nel 1694, e nel 1695, dopo un mese sulla HMS Mary, fu riassegnato al comando della HMS Woolwich (54 cannoni).
All'inizio di marzo del 1696 il HMS Woolwich teneva d'occhio Dunkerque contro una presunta invasione. Un mese dopo Wager si trasferì al HMS Greenwich (50 cannoni) e comandò un piccolo squadrone di protezione al commercio del tabacco dalla Baia di Chesapeake. Nel febbraio del 1701 fu assegnato al HMS Medway (64 cannoni).
Nel gennaio 1702 per la guerra di successione spagnola fu assegnato alla Hampton Court (70 cannoni) e ne rimase capitano per i successivi cinque anni. Comandò uno squadrone di quattro navi di linea e due fregate che navigarono tra Capo Barfleur e l'Île-de-Batz all'inizio del 1703. Nello stesso anno si recò nel Mar Mediterraneo e in ottobre passò sotto il comando dell'ammiraglio George Byng (in seguito Lord Torrington).
I capitani Wager e John Baker furono gli uomini che Byng inviò a terra per condurre i negoziati e assistere alla firma del trattato rinegoziato dall'Inghilterra con il Governatori ottomani dell'Algeria. Tornato nel Mediterraneo nel 1704, Wager era con la flotta di Sir George Rooke che conquistò Gibilterra. L'HMS Hampton Court era in servizio distaccato e non prese parte alla Battaglia di Malaga, ma fu presente all'assedio di Barcellona (1705). Dopo aver svernato con lo squadrone di Sir John Leake a Lisbona, Wager prese parte al soccorso di Barcellona e alla conquista di Ibiza e Maiorca prima di tornare a casa con Leake nel 1706.

#### La Jamaica Station

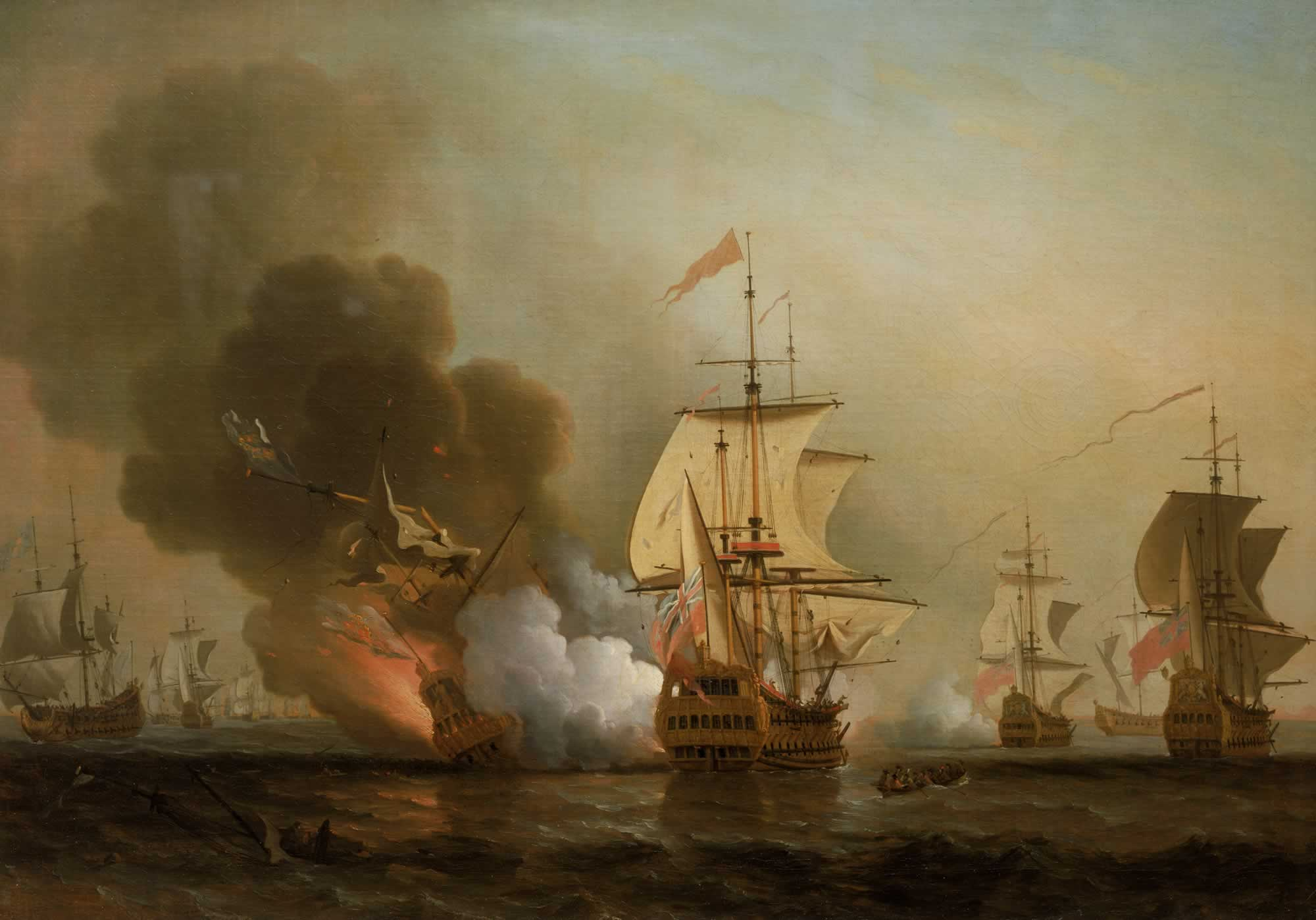
L'affondamento del galeone "San José" il 28 maggio 1708, l'HMS Expedition (1679) in primo piano

Nel gennaio 1707, Wager fu destinato alla Jamaica Station., pertanto lasciò Spithead il 28 marzo con la HMS Expedition (70 cannoni) e raggiunse la Giamaica il 22 giugno. Si sapeva che uno squadrone francese al comando dell'ammiraglio Jean-Baptiste du Casse era in arrivo dall'Europa, e Wager schierò la flotta in modo da ottenere informazioni sul suo arrivo e venendo a sapere in dicembre che Ducasse era arrivato all'Avana. Lo squadrone francese (dieci di linea) pertanto non avrebbe potuto né attaccare di sorpresa la Giamaica né proteggere i galeoni della Flotta spagnola del tesoro presso l'Istmo di Panama, pertanto se quei galeoni avessero seguito la solita rotta fino a Cartagena de Indias prima di raggiungere L'Avana, Wager avrebbe potuto intercettarli dopo aver caricato l'argento peruviano a Portobelo.
Così la HMS Expedition (70 cannoni), la Kingston (60 cannoni) e la Portland (50 cannoni) più una nave da fuoco lasciarono Port Royal e il 23 maggio 1708, si portarono in posizione a circa 36 miglia a ovest di Cartagena.
La battaglia che ne seguì fu chiamata Azione di Wager, e vide un galeone catturato, un altro (il galeone "San José") affondato, mentre gli altri ripararono nel porto di Cartagena. I proventi della sua cattura resero Wager ricco e nello stesso periodo per anzianità fu anche promosso contrammiraglio,il 19 novembre 1707. La sua ricchezza derivava principalmente dall'argento del galeone catturato, il cui valore stimato in oltre 60.000 sterline si aggiungeva alla sua quota di bandiera di altri premi presi nelle Indie Occidentali. L'azione contro i galeoni lo rese un eroe e fu nominato cavaliere l'8 dicembre 1709. A Portsmouth fu candidato per un'elezione suppletiva al parlamento e fu eletto il 23 gennaio 1710.

### Ammiraglio e diplomatico

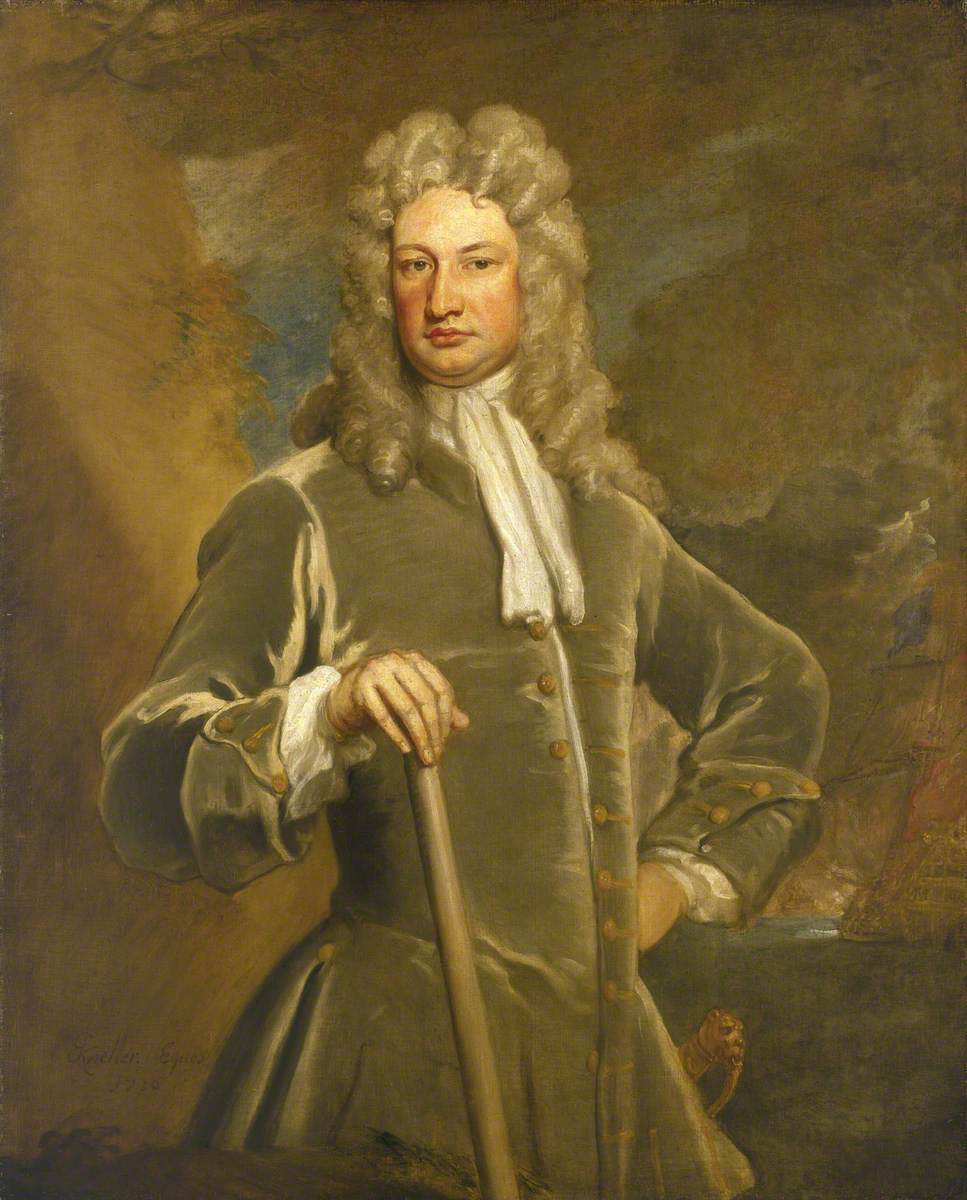
Sir Charles Wager

Nonostante la vittoria schiacciante del Partito Tory nelle elezioni del 1710, Wager fu rieletto al seggio di Portsmouth, ma la Camera dominata dai Tory annullò il risultato su petizione. Essendo un convinto Whigs, Wager non poteva più aspettarsi un comando importante, così si preparò a trascorrere il resto della sua vita a terra. Fu poi eletto deputato per West Looe dal 1713 al 1715.
Dopo la morte della regina Anna, a Wager che era ancora in servizio come contrammiraglio, nonostante fosse stato proposto di assumere il comando delle navi a Portsmouth, e di andare nello stretto di Gibilterra per assumere il comando della flotta del Mediterraneo, scelse di diventare Terzo lord del mare e tre anni dopo, nel marzo 1718, si trasferì al Consiglio dell'Ammiragliato, prestando servizio sotto il secondo ministero Stanhope-Sunderland e poi sotto il ministero Walpole-Townshend, dove rimase per 24 anni, quasi tutta la vita.
Nel 1720 Wager affittò Hollybush, una maestosa casa di mattoni, situata all'angolo sud-est di Parsons Green Park pur rimanendo nella lista degli ammiragli e avanzando di grado per anzianità.
Nel 1722 fu incaricato di portare uno squadrone a Lisbona, ma la missione fu annullata.

### La Baltic Fleet
La sua bandiera fu infine issata di nuovo nel 1726 al comando della Baltic Fleet inviata nel Baltico per proteggere la Svezia e la Danimarca dalla minaccia della flotta russa recentemente mobilitata.
Fermatosi prima a Copenaghen, incontrò la corte e completò gli accordi per la cooperazione con la marina danese. Il suo rapporto del 30 aprile 1726 suscitò una risposta entusiastica da parte del Segretario di Stato, il visconte Townshend: «Sua Maestà mi ha comandato di farle sapere da lui che prima era convinto che lei fosse un ottimo ammiraglio, ma ora vede che lei è anche un abile ministro. Tutte le risposte che lei ha dato alle domande che le sono state poste alla Conferenza con il Consiglio danese sono state estremamente giuste".
Dopo aver fatto appello alla corte svedese, Wager portò le sue venti navi di linea a Reval dove aveva l'ordine di ingaggiare e distruggere la flotta russa se fosse uscita allo scoperto, ma la zarina Caterina I di Russia frustrata con l'arrivo dei primi freddi preferì acquartierare la flotta per l'inverno. Per rassicurare la Svezia la flotta britannica rimase a Reval per tutta l'estate, perdendo molti uomini a causa di malattie, e non rientrò nel Tamigi fino al 1º novembre 1726.
Era di nuovo in mare poco dopo, quando si diresse al largo di Gibilterra il 2 febbraio 1727 con sei navi di linea, due incrociatori, due navi da bombardamento e truppe aggiuntive per la guarnigione. La flotta aiutò a coprire gli sbarchi terrestri e Wager ordinò a due fregate e a una nave da bombardamento di raggiungere "la parte posteriore della collina", assicurando così il rifornimento per la guarnigione. Anche se la Gran Bretagna e la Spagna erano inequivocabilmente in guerra, le azioni furono caute e discontinue, tranne all'inizio di maggio, quando ci fu un furioso scambio di artiglieria. L'onere principale era sostenuto dalla flotta di Francis Hosier nei Caraibi. Il re spagnolo acconsentì alla cessazione delle armi a metà giugno, ma senza smobilitare fino all'inizio di marzo 1728, quando la Spagna accettò un accordo e la flotta di Wager poté essere richiamata a casa; arrivò il 9 aprile dopo sedici mesi all'estero.
Nel maggio 1729, quando nuovamente spirarono venti di guerra con la Spagna, a Wager fu ordinato di prendere il comando di trentatré navi, alle quali se ne aggiunsero quattordici olandesi. Questo enorme squadrone non lasciò mai Spithead e fu popolarmente ribattezzata: "flotta casalinga". La flotta rimase pronta fino a quando la Spagna firmò il Trattato di Siviglia che pose fine alla Guerra anglo-spagnola (1727-1729). In seguito alle disposizioni del trattato Wager assunse il comando del HMS Namur (90 cannoni) e con la flotta britannica si recò nella baia di Cadice il 1º agosto 1731 e, in seguito, proseguì verso Livorno.
Nel maggio del 1730 fu promosso al grado di Primo lord del mare.

#### Primo lord del mare
La nomina ufficiale a Primo lord del mare fu datata 21 giugno 1733. Lo stesso anno divenne membro del Consiglio privato del Regno Unito.
Successivamente fu eletto deputato per Westminster nel 1734. Wager dimostrò grande capacità amministrativa e la sua esperienza tendeva a sottomettere le fazioni avversarie, un esempio della sua candida professionalità fu la forte supplica che fece ai principali ministri nel dicembre 1738 affinché Edward Vernon ricevesse il comando delle Indie Occidentali, nonostante l'implacabile opposizione di Vernon nei suoi confronti in parlamento.
Si descrisse come un "uomo del Parlamento" a Sir Robert Walpole e in Wager, Walpole trovò un amico vero e un portavoce leale nella Camera dei Comuni dove era ben voluto, ben informato e di cui ci si fidava ampiamente. Sembra che quando qualcuno nel governo aveva bisogno di un'opinione sulla geografia marittima, sul commercio marittimo o su questioni coloniali, chiedesse a Wager. Molte delle sue risposte, la maggior parte delle quali scritte di suo pugno, sono sopravvissute.

#### Il problema Manning
Uno dei grandi problemi irrisolti del mandato di Wager fu come equipaggiare la flotta. Nel maggio del 1731 Wager aveva osservò: "non abbiamo altra difficoltà che a procurarci uomini; ... essendo la nostra patria una patria così libera, che ciascuno fa ciò che vuole: per la qual cosa, questa nazione sarà perduta [sic] una volta o l'altra, se non ammetterà un rimedio". Allo scoppio della Guerra anglo-spagnola (1739-1742) il problema divenne subito grave, e Wager, fortemente incoraggiato dall'ammiraglio Sir John Norris, premette per misure legislative; il governo introdusse progetti di legge per facilitare l'equipaggio navale e Walpole li appoggiò, ma il Parlamento non approvò nulla di significativo. La strategia per sconfiggere la Spagna, insisteva il duca di Newcastle, prevedeva la cattura di un obiettivo importante nelle Indie Occidentali.
Ciò significava che una grande flotta e un esercito dovevano essere inviati in una regione in cui le malattie tropicali erano diffuse. Wager non era fiducioso, poiché conosceva bene i rischi in quel clima; mentre riteneva più opportuno minacciare la costa peruviana dal "Mare del Sud". Quindi il celebre viaggio del commodoro George Anson del 1740, fu il risultato dell'opera di Wager. Ma ancor prima che la spedizione nelle Indie Occidentali lasciasse l'Inghilterra, l'epidemia di tifo del 1740, la peggiore del secolo, colpì i marinai appena reclutati e si diffuse in tutta la flotta, aggravando seriamente il problema dell'equipaggio e ritardando la partenza. Com'era prevedibile, l'assalto a Cartagena fallì principalmente perché l'esercito soccombette anche ad altre malattie tropicali.

#### Reputazione
È stato affermato che la marina era mal preparata per la guerra prima del 1739 e che la mancanza di preparazione era dovuta principalmente all'incompetenza di Wager a causa della sua età. Queste critiche, riportate dalla Storia della Marina Britannica del 1959 che afferma: "Le figure di spicco nel 1739, al vertice erano vecchie, erano Sir Richard ('sic') Wager e Sir John Norris .... [Wager] aveva settantaquattro anni – un'età molto elevata per quegli anni in cui si beveva molto e si era tormentati dal vaiolo".
Queste affermazioni, che sembrano essere emerse molto tempo dopo la sua morte, sembrano dubbie. Un capitano che partecipò al grande dibattito del 13 febbraio 1741 su una mozione di sfiducia al re per rimuovere Walpole dall'incarico osservò: "Sir Charles Wager è cordiale come non l'ho mai conosciuto, ha parlato della mozione ... alle quattro del mattino, anche se era lì dalle sette del mattino prima". In quell'occasione Wager lanciò una sfida, dicendo che se ci fosse stata una cattiva gestione "nell'Ufficio dell'Ammiragliato, lui e il resto del Consiglio avrebbero dovuto risponderne a proprio rischio e pericolo, e non Sir Robert"
Come spesso accade nella storia, molte abilità si trasformano, per destino, nello strumento della caduta. Il re insistette per farsi vedere da Wager presso La Manica nel maggio 1741, cosa che fu politicamente sfortunata perché il viaggio coincise con l'elezione di Westminster e la candidatura di Wager che era ancora popolare avrebbe potuto impedire la nomina a sorpresa di Edward Vernon, che si trovava nelle Indie Occidentali e non ne sapeva nulla di ciò.
Accadde che l'ufficiale giudiziario chiuse preventivamente il voto, provocando così una sommossa e invitando a una sfida. Il fiasco, che culminò nell'annullamento dell'elezione alla Camera dei Comuni, contribuì alla perdita del controllo parlamentare di Walpole e alle successive dimissioni di Wager da primo lord nel gennaio 1742, quando divenne chiaro che Walpole stava organizzando per lasciare l'incarico.

#### Gli ultimi anni

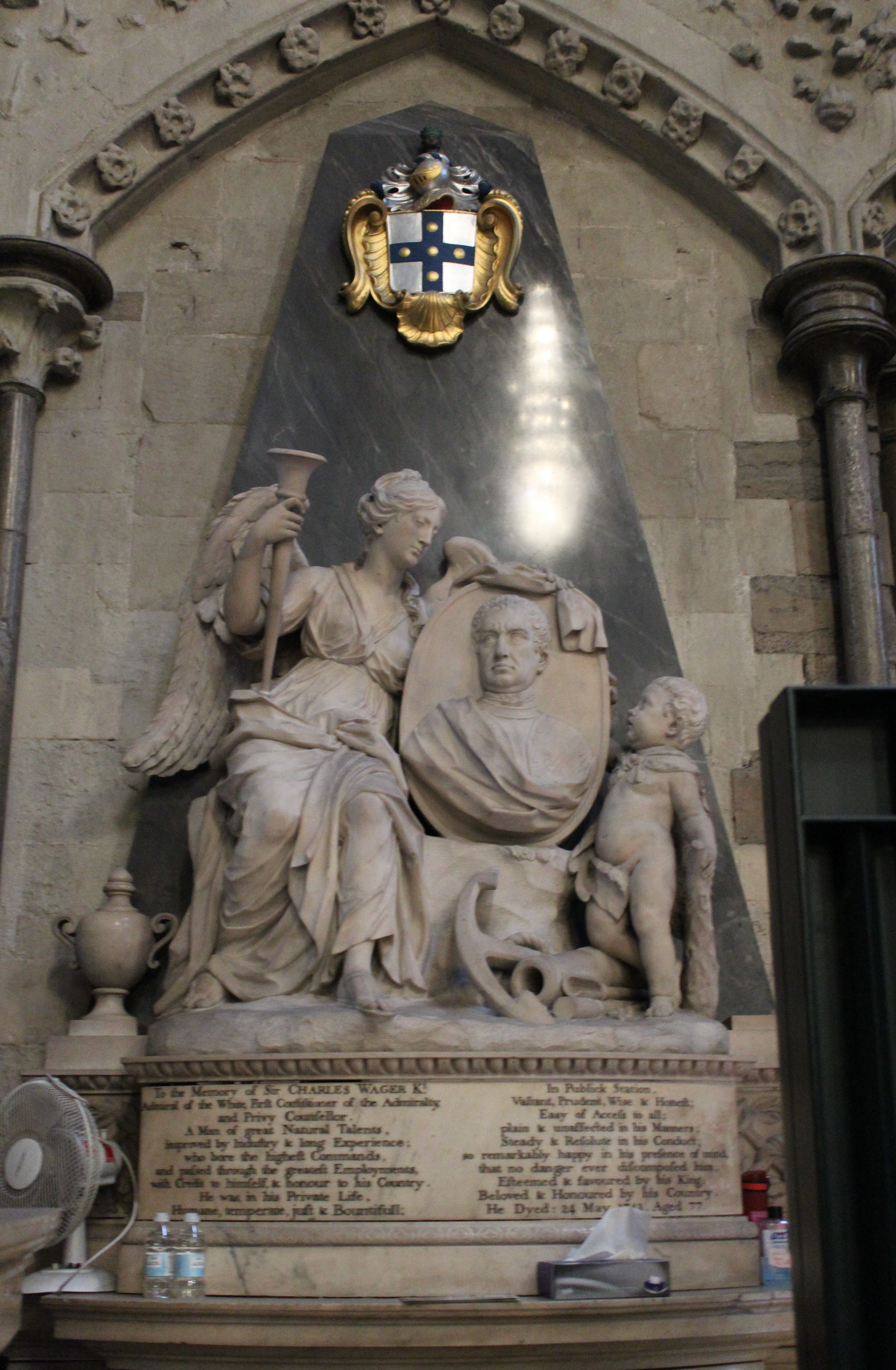
Il monumento funebre di Wager eretto nell'Abbazia di Westminster

Nel dicembre del 1742 Wager fu nominato Tesoriere della marina, rimanendo parlamentare, essendo stato eletto per West Looe. Quando morì il 24 maggio 1743 fu sepolto nel transetto nord dell'Abbazia di Westminster il 30 maggio 1743.
Nel 1747, Francis Gashry, a lungo il suo braccio destro, eresse un monumento dello scultore Peter Scheemakers nell'Abbazia di Westminster, e il bassorilievo racconta il suo impegno navale, recante l'iscrizione "La distruzione e la presa dei galeoni spagnoli a.d. 1708". La moglie di Wager morì il 7 aprile 1748 e fu sepolta accanto a lui. Il suo principale erede fu Charles Bolton, figlio di sua sorella Prudence, a cui passò la sua tenuta di Kilmenath, vicino a West Looe, in Cornovaglia.

### Famiglia
L'8 dicembre 1691 sposò Martha Earning (1664/1666 - 1748), figlia di Anthony Earning, un capitano della marina del Commonwealth che entrò al servizio della Compagnia delle Indie Orientali dopo il 1660 e morì mentre era capitano della George nell'Oceano Indiano. Wager non ha lasciato figli